# Neebing
Neebing to gmina (ang. township) w Kanadzie, w prowincji Ontario, w dystrykcie Thunder Bay.
Powierzchnia Neebing to 873,24 km².
Według danych spisu powszechnego z roku 2001 Neebing liczy 2049 mieszkańców (2,35 os./km²).